# خورشیدگرفتگی ۲۴ اوت ۲۰۸۲
خورشیدگرفتگی ۲۴ اوت ۲۰۸۲ (به انگلیسی: Solar eclipse of August 24, 2082) یک خورشیدگرفتگی از نوع خورشیدگرفتگی کامل است. این خورشیدگرفتگی در تاریخ ۲۴ اوت ۲۰۸۲ میلادی (‎۳ شهریور ۱۴۶۱ خورشیدی) روی خواهد داد که زمان اوج آن، ساعت ۱:۱۶:۲۱ به‌وقت ساعت هماهنگ جهانی است. مدت زمان و طول این خورشیدگرفتگی ۴ دقیقه و ۲۱ ثانیه خواهد بود.